# 9344 Klopstock
9344 Klopstock este un asteroid din centura principală de asteroizi.

## Descriere
9344 Klopstock este un asteroid din centura principală de asteroizi. A fost descoperit pe 12 septembrie 1991 la Tautenburg de Freimut Börngen și Lutz Dieter Schmadel. Asteroidul prezintă o orbită caracterizată de o semiaxă mare de 2,36 ua, o excentricitate de 0,09 și o înclinație de 5,0° în raport cu ecliptica.